# H-Klasse (1916)
Die H-Klasse war eine Klasse von acht U-Booten der Regia Marina. Die Einhüllenboote erwiesen sich während des Ersten Weltkrieges als hervorragende U-Boote für den küstennahen Einsatz in der Adria. Einige wurden von der italienischen Marine noch im Zweiten Weltkrieg eingesetzt.

## Baugeschichte
Die U-Boote der H-Klasse gehörten mit den Booten der S- und W-Klasse zu den U-Booten, die nach dem italienischen Kriegseintritt in den Ersten Weltkrieg im Mai 1915 von der italienischen Marine im Ausland angeschafft wurden. Sie sollten die eigene noch im Aufbau befindliche U-Boot-Flotte vergrößern. Da die Werften in Italien lange Lieferzeiten aufwiesen, suchte man im Ausland nach Auftragnehmern.
An einer Auftragserteilung zeigten sich auch die US-amerikanischen Werften trotz der Neutralität der Vereinigten Staaten interessiert. Aufgrund des kommerziellen Erfolges der nach John Philip Holland benannten Holland-Boote entschied sich die italienische Marine acht Holland-Boote zu bestellen. Um das Waffen-Export-Verbot der US-Regierung zu umgehen, wurden die von Bethlehem unter Lizenz der Electric Boat gebauten Holland-Boote in Montreal bei Canadian Vickers auf Kiel gelegt. Bethlehem lieferte dabei die Teile, die Endmontage fand bei Canadian Vickers statt.

## Boote der Klasse
| Boot | Bauwerft                   | Kiellegung        | Stapellauf       | Indienststellung |
| ---- | -------------------------- | ----------------- | ---------------- | ---------------- |
| H 1  | Canadian Vickers, Montreal | 31. Mai 1916      | 16. Oktober 1916 | 16. Oktober 1916 |
| H 2  | Canadian Vickers, Montreal | 31. Mai 1916      | 18. Oktober 1916 | 18. Oktober 1916 |
| H 3  | Canadian Vickers, Montreal | 12. August 1916   | 26. April 1917   | 26. April 1917   |
| H 4  | Canadian Vickers, Montreal | 12. August 1916   | 24. April 1917   | 24. April 1917   |
| H 5  | Canadian Vickers, Montreal | 12. August 1916   | 25. April 1917   | 25. April 1917   |
| H 6  | Canadian Vickers, Montreal | 23. November 1916 | 23. April 1917   | 23. April 1917   |
| H 7  | Canadian Vickers, Montreal | 23. November 1916 | 24. Mai 1917     | 24. Mai 1917     |
| H 8  | Canadian Vickers, Montreal | 23. November 1916 | 24. Mai 1917     | 24. Mai 1917     |

Quelle

## Einsatz und Verbleib
Die Boote nahmen nach der Endabnahme und der Einschulung der Mannschaften in drei Gruppen die Überfahrt über den Atlantik auf. Auf Bermuda wurde ein Zwischenstopp zur Aufnahme von Treibstoff eingelegt. Bis Gibraltar wurden sie von Handelsschiffen begleitet, im Mittelmeer dann von Kriegsschiffen. Die erste Gruppe mit den zwei Booten H 1 und H 2 erreichte Messina im März 1917. Im August 1917 langte die zweite Gruppe bestehend aus den drei Booten H 3 bis H 5 in Cagliari an. Bei der Überstellung der dritten Gruppe mit den drei Booten H 6 bis H 8 gab es einen Zwischenfall bei der Durchfahrt durch die Straße von Gibraltar, als H 6 für ein feindliches U-Boot gehalten und vom US-amerikanischen Patrouillenboot USS Nahma beschossen wurde.

### H 1
Die H 1 langte am 26. Mai 1917 in Brindisi an und bildete dort zusammen mit dem Schwesterboot H 2 das 1. U-Boot-Geschwader H. Es operierte in der südlichen Adria vor der albanischen und montenegrinischen Küste. Im Frühjahr 1918 machte H 1 im Seegebiet vor dem libyschen Misrata ohne Erfolg Jagd auf U-Boote der Kaiserlichen Marine, die die libyschen Aufständischen der Senussi in ihrem Kampf gegen die italienischen Kolonialtruppen in Tripolitanien mit Waffen versorgten. Bis zum Kriegsende führte das Boot insgesamt 39 Unternehmungen in der Adria aus, hatte dabei mehrmals Feindkontakt, konnte aber unter anderem auch wegen Torpedoversager kein gegnerisches Schiff versenken. In der Zwischenkriegszeit diente es vor allem als Ausbildungsboot. 1923 gehörte es zu den italienischen Marineeinheiten, die an der Besetzung der griechischen Insel Korfu beteiligt waren. Nach der Kriegserklärung Italiens an Frankreich und Großbritannien im Juni 1940 operierte die H 1 im Tyrrhenischen Meer und kam bis Anfang September 1943 auf 31 Feindfahrten. Nach der Verkündung des italienischen Waffenstillstandes mit den Alliierten am 8. September 1943, setzte sich das Boot nach Malta ab. In Malta kooperierte es zusammen mit der Royal Navy und der Royal Air Force bei der Ausbildung in der U-Jagd. Im März 1944 kehrte es nach Italien zurück. Bis zum Kriegsende lag es wechselweise in Augusta, Tarent und Malta, und wurde nach einer Überholung in Tarent weiterhin unter italienischem Kommando zeitweise als Ausbildungsboot für die U-Jagd eingesetzt. Im September 1945 wurde die H 1 nach Neapel verlegt und ab März 1946 als Ponton für das Aufladen von Batterien genutzt. Am 31. Dezember 1947 wurde das Boot desarmiert und nach der Außerdienststellung am 10. Februar 1948 verschrottet.

### H 2
Während des Ersten Weltkrieges wurde das Boot überwiegend an der südlichen Adriaküste eingesetzt. Im März 1918 operierte es mit der H 1 vor der libyschen Küste ohne Erfolg gegen deutsche U-Boote. Bis zum Ende des Krieges kam das Boot auf insgesamt 37 Unternehmungen, konnte aber keine Versenkungen verzeichnen. Zu Beginn der 1920er Jahre diente die H 2 als Ausbildungsboot für die Seekadetten der Marineakademie Livorno. Im September 1923 war es mit anderen Einheiten der italienischen Marine an der von Mussolini angeordneten Besetzung der griechischen Insel Korfu beteiligt. Nach dem Eintritt des faschistischen Italiens in den Zweiten Weltkrieg operierte das Boot zunächst an der ligurischen Küste. Anfang 1941 wurde es nach Tarent verlegt und unternahm 25 Feindfahrten im Ionischen Meer entlang der Küsten Kalabriens und Apuliens. Im November 1942 kehrte es nach La Spezia zurück. Am 7. September 1943 stach das Boot von La Spezia in Richtung Ajaccio in See. Bis dahin hatte die H 2 seit Juni 1940 insgesamt 40 Unternehmungen hinter sich gebracht. Nachdem der Kommandant auf Korsika vom italienischen Waffenstillstand mit den Alliierten erfahren hatte, folgte er den Anordnungen der italienischen Admiralität und legte in Richtung Malta ab. Bis November 1943 diente das Boot in Malta unter ihrem italienischen Kommandanten den Alliierten als Ausbildungsboot für die U-Jagd. Bis zum Kriegsende wurde es teils im von den Alliierten befreiten Süditalien teils auf Malta weiter als Ausbildungsboot für die U-Jagd genutzt. Im März 1946 wurde das Boot in Tarent desarmiert und am 1. Februar 1948 schließlich außer Dienst gestellt.

### H 3
Das Boote absolvierte bis November 1918 20 Unternehmungen an der südlichen Adriaküste, ohne eine Versenkung zu erzielen. Es diente in der Zwischenkriegszeit als Ausbildungsboot, unter anderem für die Marineakademie in Livorno. 1925 wurde die H 3 als Testboot eines vom Marineingenieur Pericle Ferretti entwickelten Gerätes, mit dem der Betrieb der Verbrennungsmotoren auch bei der Unterwasserfahrt möglich war, genutzt. Ein Vorläufer des von der Kriegsmarine im Zweiten Weltkrieg entwickelten Schnorchels. Die H 3 wurde am 10. April 1937 außer Dienst gestellt.

### H 4
Operierte im Ersten Weltkrieg von Brindisi aus in der Adria und im zentralen Mittelmeer. H 4 kam mehrmals in Feindkontakt, erzielte aber keine Versenkungen bis zum Kriegsende. Die Phase als Ausbildungsboot in der Zwischenkriegszeit wurde nur 1923 durch die Teilnahme an der Besetzung von Korfu unterbrochen. Im Zweiten Weltkrieg patrouillierte die H 4 im Tyrrhenischen Meer. Am 8. September 1943 setzte es sich nach Malta ab und wurde bis Kriegsende bei den Alliierten für die Ausbildung bei der U-Jagd eingesetzt. Nach dem Krieg wurde es desarmiert und nach der Außerdienststellung am 1. Februar 1948 verschrottet.

### H 5
War dem 2. U-Boot-Geschwader H in Brindisi unterstellt. Vom November 1917 bis April 1918 unternahm es neun Feindfahrten entlang der südlichen Adriaküste. Während der zehnten Unternehmung wurde das Boot am 16. April 1918 im Seegebiet vor Cattaro bei tiefstehender Sonne vom britischen U-Boot HMS H 1 versehentlich torpediert und sank. Das Unglück überlebten fünf Besatzungsmitglieder, darunter der Kommandant Kapitänleutnant Francesco Quentin.

### H 6
War wegen des Zwischenfalls bei der Überfahrt von Kanada, bei dem zwei Besatzungsmitglieder starben sowie weitere fünf verletzt wurden und bei dem der Turm des Bootes beschädigt wurde, nach Reparaturarbeiten in La Spezia erst im März 1918 einsatzbereit. Bis zum Kriegsende absolvierte es von Tarent aus zehn Feindfahrten ohne größere Erfolge. In der Zwischenkriegszeit wurde es für die Ausbildung von U-Boot-Mannschaften der italienischen Marine genutzt. Im Zweiten Weltkrieg machte es ohne Erfolg Jagd auf gegnerische U-Boote entlang der französischen Mittelmeerküste, dabei kam es auf insgesamt 38 Unternehmungen. Am 7. September 1943 lief es in Bonifacio auf Korsika ein und war noch nicht einsatzbereit, als am Tag darauf der italienische Waffenstillstand mit den Alliierten verkündet wurde. Am 14. September 1943 fiel es in deutsche Hände und wurde anschließend vor der Hafeneinfahrt durch Artilleriebeschuss versenkt.

### H 7
H 7 war dem 2. U-Boot-Geschwader H in Brindisi unterstellt. Bis zum Ende des Krieges im November 1918 absolvierte das Boot elf Feindfahrten in der südlichen Adria, vor allem in den Gewässern vor Cattaro und Durazzo ohne nennenswerte Erfolge aufzuweisen. In der Nachkriegszeit gehörte es zu den Marineeinheiten, die im September 1923 an der Besetzung von Korfu beteiligt waren. Bis zur Außerdienststellung am 1. Oktober 1930 wurde es als Ausbildungsboot genutzt.

### H 8
Das Boot navigierte nach der Überstellung aus Kanada ab Oktober 1917 von Brindisi aus in der südlichen Adria. Bei insgesamt zehn Feindfahrten konnte kein gegnerisches Schiff versenkt werden. Nach dem Waffenstillstand von Villa Giusti war die H 8 an der Besetzung der norddalmatinischen Inseln Premuda, Selve und Pago durch italienischen Truppen beteiligt. In der Zwischenkriegszeit wurde es überwiegend als Ausbildungsboot genutzt. Nach der italienischen Kriegserklärung an Frankreich und Großbritannien im Juni 1940 patrouillierte es zunächst entlang der französischen Küste. Ab November 1940 war es in der Marinebasis Tarent stationiert und diente als Ausbildungsboot für die U-Jagd. Im November 1942 wurde es nach La Spezia verlegt und dort der Hydrophon-Schule unterstellt. Am 5. Juni 1943 wurde die H 8 bei einem alliierten Luftangriff an der Hafenmole der Marinebasis La Spezia versenkt. Nach der Bergung des Bootes wurde es nach Genua verlegt und dort als Ponton für die Stromerzeugung umfunktioniert. Am 9. September 1943 fiel das Boot in deutsche Hände und wurde versenkt. Es wurde anschließend von den Deutschen gehoben und verschrottet.